# 振文镇
振文镇，是中华人民共和国广东省湛江市吴川市下辖的一个乡镇级行政单位。

## 行政区划
振文镇下辖以下地区：上龙芳村 下龙芳村 谢村 官江村
振城社区、泗岸村、山圩村、沙洲村、石碇村、大桥村、罗里村、振文村、沙尾村、山东村、郭屋村、低垌村、三江村、水口渡村、湖塘村、奇艳村和加伦村。